# Crump-Maus
Die Crump-Maus (Diomys crumpi) ist eine Nagetierart aus der Gruppe der Altweltmäuse (Murinae). 
Die Art ist nach dem Tiersammler C. A. Crump benannt, der bei der Naturhistorischen Gesellschaft in Bombay tätig war.
Die Kopfrumpflänge der Crump-Mäuse beträgt 10 bis 15 Zentimeter, die Schwanzlänge 11 bis 14 Zentimeter und das Gewicht rund 50 bis 80 Gramm. Sie sind am Rücken schwarz gefärbt, der Bauch und die Füße sind weiß, der Schwanz ist an der Oberseite schwarz und an der Unterseite weiß.
Diese Nagetiere sind von vereinzelten Stellen im östlichen Indien (Bihar und Manipur), im östlichen Nepal und im nördlichen Myanmar bekannt – die genauen Ausmaße ihres Verbreitungsgebietes sind unklar. Sämtliche Funde stammen aus immergrünen Wäldern aus einer Seehöhe von 1000 bis 2000 Metern. Die Tiere leben teilweise unter der Erde grabend, ansonsten ist über ihre Lebensweise nichts bekannt.
Es gibt nur vereinzelte Funde der Crump-Maus, die Verbreitung und die Häufigkeit der Art bleiben fraglich. Die IUCN listet die Art unter „zu wenig Daten vorhanden“ (data deficient).
Systematisch wird sie als Teil der Millardia-Gruppe innerhalb der Altweltmnäuse eingeordnet.

## Belege
1. ↑  Beolens, Watkins & Grayson: The Eponym Dictionary of Mammals. Johns Hopkins University Press, Baltimore 2009, ISBN 978-0-8018-9304-9, S. 91 (Crump).